# Heliophanus rufithorax
Heliophanus rufithorax là một loài nhện trong họ Salticidae.
Loài này thuộc chi Heliophanus. Heliophanus rufithorax được Eugène Simon miêu tả năm 1868.